# Göschweiler
Göschweiler ist ein Ortsteil der Stadt Löffingen, hat 479 Einwohner und liegt zwischen 850 und 905 Meter über dem Meer.

## Geschichte
Göschweiler liegt auf einem Plateau links der Wutachschlucht und wird um 850 erstmals urkundlich erwähnt. Auf diese Zeit gehen die Ursprünge, der heute profanierten St.-Rochus-Kirche, als Pfarrkirche von Göschweiler zurück. Göschweiler gehörte bis zur Auflösung des Fürstentums Fürstenberg 1806 zum Haus Fürstenberg und wurde dann selbständige Gemeinde im Großherzogtum Baden. Mit der Gemeindereform wurde der Ort am 1. Juni 1972 nach Löffingen eingemeindet. Der Ort hat einen eigenen Kindergarten, eine Grundschule und eine Bürgerhalle.

## Kultur und Sehenswürdigkeiten

### Bauwerke
- Romanische Kirche St. Rochus: Göschweiler ist bereits seit 834 als Pfarrei belegt. Rochus von Montpellier, dem die Kirche geweiht ist, ist zudem auf dem Wappen der  ehemaligen Gemeinde zu sehen. Der Rochusturm, um das Jahr 1000 als Wach- und Wehrturm errichtet, wurde wohl vom Haus Blumegg um 1300 umgebaut. Das Kirchenschiff wurde im 12. Jahrhundert erbaut. Seit 1994 ist die Rochuskirche das Atelier des Künstlers Johannes Dörflinger.[3]
- Herz-Jesu-Kirche: Ende des 18. Jahrhunderts war die Rochuskirche zu klein und stark renovierungsbedürftig. Man entschloss sich zu einem neuen Kirchenbau, dessen Planung sich über Jahre hinzog. In den Jahren 1911 bis 1914 wurde die Kirche im neuromanischen Stil erbaut, aber erst am 13. Juli 1922 zu Ehren des Heiligsten Herzen Jesu geweiht. Die Kirche, in welcher auffallende Muschelkalkelemente verbaut sind, wurde zuletzt 1986 renoviert und der Altarraum 2002 vom Künstler Leonhard Eder aus Rheinfelden neu gestaltet, während die Seitenaltäre von Friedrich Hügel aus Karlsruhe unverändert erhalten sind. Ab 1978 wurde die Pfarrgemeinde Göschweiler von der Pfarrei Löffingen aus mitbetreut und gehört seit 1. Juni 2005 zur Seelsorgeeinheit Löffingen.
- Der historische Gewölbe- und Eiskeller des Gasthauses Kreuz mit Brauerei wurde um 1600 errichtet und 1971 von der Stadt erworben. Seit 2004 beherbergt er eine Käsereiferei.[3]
- Die Wutachschlucht bietet Sehenswürdigkeiten wie die Stallegger Brücke sowie Reste der beiden Ruinen Burg Neu-Blumberg (Räuberschlössle) und Burg Stallegg. Bekanntes Ausflugsziel ist die Schattenmühle.

### Technische Denkmale
- Auf der Gemarkung Göschweiler liegt das Flusskraftwerk Stallegg, welches als eines der ersten Drehstromkraftwerke Deutschlands gilt. In dem nicht öffentlich zugänglichen Kraftwerk arbeiten heute zwei Francis-Turbinen mit Asynchrongeneratoren, während der erste Generator von 1895 noch im Maschinenhaus steht. Wenige hundert Meter flussaufwärts befindet sich der zum Kraftwerk gehörende Stausee mit einer der ersten in Stampfbeton errichteten Staumauer. Das Kraftwerk Stallegg versorgte, nachdem es mit dem Netz des Kraftwerks Laufenburg verbunden wurde und den Inselbetrieb aufgab, ab 1919 Göschweiler und Löffingen mit elektrischer Energie.[4]

### Naturdenkmale
- Der ländliche Ort im Hochschwarzwald eignet sich als Ausgangspunkt für Wanderungen in die Wutach- und Rötenbachschlucht sowie in die Lotenbachklamm.

- Oberhalb von Göschweiler befinden sich mehrere eindrückliche Dolinen. Neben der mächtigen, zwischenzeitlich bewaldeten alten Rosshagdoline befindet sich die neue Rosshagdoline, die am 10. Januar 1954 mit einem Durchmesser von 18 Metern auf eine Tiefe von etwa 38 Meter einbrach.

- In der Wutachschlucht steht zwischen der Stallegger Brücke und dem Flusskraftwerk Stallegg die ungefähr 300 Jahre alte Stallegger Tanne mit 52 Metern Höhe.[5]

### Regelmäßige Veranstaltungen
Es gibt mehrere Vereine im Dorf. Am Funkensonntag wird von der Dorfjugend der Fasnetsfunken veranstaltet.
Am letzten Wochenende im Juni veranstaltet die Dorfjugend den Dorfhock.

## Persönlichkeiten
- Joseph Schwörer, Maler, Schild- und Glasmaler
- Jakob Schwörer (1810–1873), Glasmaler
- Emil Baader (1891–1967), Lehrer, Schriftsteller, Heimatforscher und Ehrenbürger von Göschweiler[6]
- Erich Spehl (1910–1937), Bordmechaniker des Zeppelin Hindenburg
- Ernst Rudigier (1922–1981), Politiker (FDP/DVP), Bürgermeister von Göschweiler und Mitglied des Landtags von Baden-Württemberg (1968–1972)
- Johannes Dörflinger (* 1941), Künstler, arbeitet seit 1994 in der ehemaligen Rochuskirche
- Gottfried Hummel, (* 1968), Komponist, Texter, Arrangeur, Dirigent und Inhaber der "Edition Hummel Ton"